# 위상 (음식)
위상(광둥어: 魚生, 월병: jyu4 saang1, 중국어 간체자: 鱼生, 정체자: 魚生, 병음: yúshēng 위성[*], 한자음: 어생, 말레이시아·싱가포르 영어: yee sang 이상[*]), 로우헤이(광둥어: 撈起, 월병: lou1 hei2, 한자음: 노기, 중국어 간체자: 捞起鱼生, 정체자: 撈起魚生, 병음: lāoqǐ yúshēng 라오치위성[*], 한자음: 노기어생) 또는 로우상(광둥어: 撈生, 월병: lou1 saang1, 중국어 간체자: 捞生, 정체자: 撈生, 병음: lāoshēng 라오성[*], 한자음: 노생)은 중국 광둥 지역의 생선회 요리이다. 싱가포르와 말레이시아의 화교들이 춘절에 먹는 음식 가운데 하나이다.

## 같이 보기
- 사시미
- 생선회